# Ocyale kalpiensis
Ocyale kalpiensis là một loài nhện trong họ Lycosidae.
Loài này thuộc chi Ocyale. Ocyale kalpiensis được Pawan U. Gajbe miêu tả năm 2004.